# Municipio de Snake Spring
El municipio de Snake Spring (en inglés, Snake Spring Township) es un municipio del condado de Bedford, Pensilvania, Estados Unidos. Tiene una población estimada, a mediados de 2023, de 1765 habitantes.

## Geografía
Está ubicado en las coordenadas 40°02′18″N 78°25′00″O / 40.03833, -78.41667 (40.038295, -78.416612).

## Demografía
Según la estimación 2018-2022 de la Oficina del Censo, los ingresos medios de los hogares son de $67,639 y los ingresos medios de las familias son de $91,000. Alrededor del 5.1% de la población está por debajo de la línea de pobreza.